# Club Social Independiente Cantayo
El Independiente Cantayo es un club de fútbol de la ciudad de Nasca, en el Departamento de Ica. Es uno de los clubes más tradicionales y antiguos de la provincia de Nasca. No cuentan con éxito nacional, pero si con mucha tradición en su liga de origen y logrando participar en varias ocasiones en la etapa departamental de Ica. 

## Historia
A falta de un club de fútbol que represente a la hacienda Cantayo, se decidió fundar el Club Social Independiente Cantayo. Esto se realizó un 11 de noviembre de 1945 por: Mariano Gómez, Néstor Echevarria, Eugenio Echevarria, Juan Valenzuela, Adrián Landeo, douglas belahonia. Florencio bendezu y Marco osorio.
Para el escudo del cuadro Cantayino se basaron en los acueductos de Cantalloc, que forman parte del atractivo turístico de la hacienda Cantayo que fueron construidos por los antiguos Nasca.

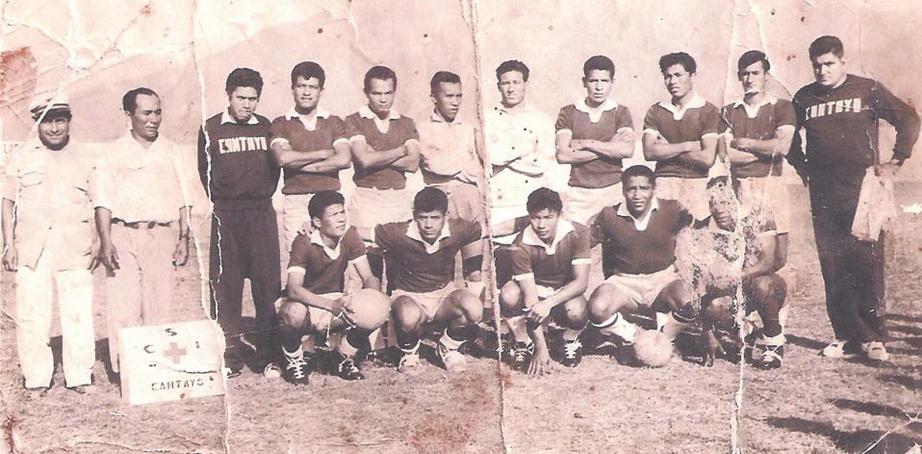
Equipo del Independiente Cantayo de 1963.

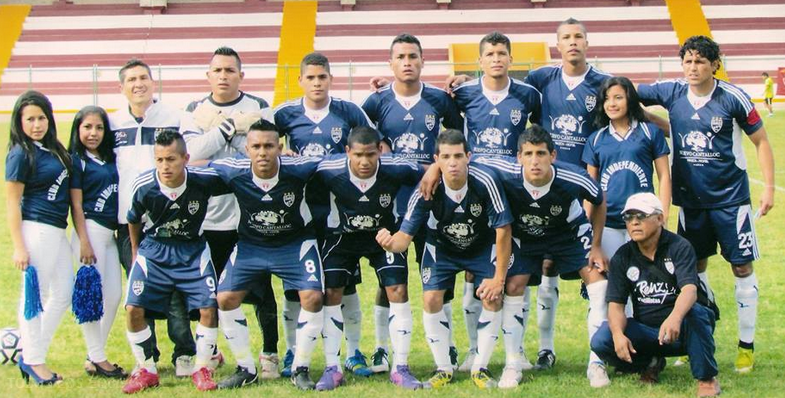
Independiente Cantayo en el Estadio "Hugo Sotil de Parcona" - Etapa departamental de Ica 2013.

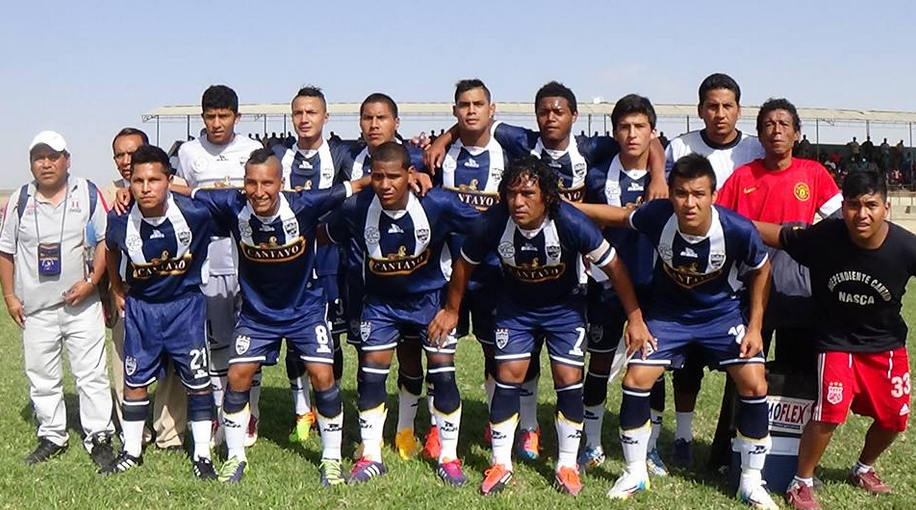
Equipo del Independiente Cantayo que participó en la edición de la etapa departamental de Ica 2015.

### Ciclo XX

#### Años 1960
En 1965 independiente Cantayo con la ayuda del presidente Rolando Zea y sus dirigentes: Guillermo de la Borda , Enrique De la Puente de la Borda y Pepe Barrios; participó en un torneo interregional en la ciudad de Trujillo. Logró formar un equipo que deleitaba al aficionado que era dirigido por el entrenador Nasqueño Segundo Ramírez. En el equipo estaban los Pisqueños Pedro Ramírez " Pitule" , Enrique Ramírez, Valverde "Pitico" y Fidel Maldonado "Tronche", Pedro Cajo, Antonio Franco, Ricardo Ormeño, Eloy Ramírez y Bravo "Sapito". También estaban los jugadores Nasqueños Honorato Chinchay, Luchó Martínez, Juan Ancaya  "Chileco", Juan Bautista Conca, César Bautista Conca "La Mona", Venturiano Zanabria "Changuango", José Cajo, JJ Zea y otros. Producto del buen juego del Cantayo obtuvo ese campeonato interregional.
En 1966 se hizo una gira por Arequipa enfrentando al FBC Aurora y por La Libertad donde enfrentaron al Carlos Mannucci y el Diablos Rojos(Chiclin). También el ciclista Lima jugó un partido amistoso con Independiente Cantayo. Luego también jugó contra el Mariscal Castilla de Lima de la primera división de fútbol profesional.
Se jugó un amistoso contra el cuadro del Club Sporting Cristal en el estadio de Nasca.

#### Años 1980
En 1986, el Cantayo se proclamó campeón de la liga de Nasca.

### Ciclo XXI

#### Años 2010
En 2010 el cuadro blanquiazul obtiene el subcampeonato de la liga de Nasca. En la etapa provincial elimina al Juventud Guadalupe (Vista Alegre), Sebastián Barranca (Acarí) y Zona Libre (Marcona). En la final, es derrotado por el defensor Zarumilla obteniendo el subcampeonato. Ya instalado en la etapa departamental, fue eliminado por el ISP Filiberto García (Coracora).
En 2013 los diablos azules obtuvieron el campeonato distrital de Nasca después de 27 años. En la etapa provincial elimina al Defensor mina (Marcona), Unión Lucumillo (El Ingenio) y Defensor Mayta Capac (Vista Alegre). Perdió la final contra el José Olaya (Marcona). En la primera fase de la etapa departamental pierde con el Octavio Espinoza. Producto de las bases del campeonato el cuadro blanquiazul quedó clasificado como mejor perdedor. En Cuartos de final elimina al Deportivo Garcilazo (Palpa) mientras que en semifinales queda eliminado a manos de San Ignacio (Humay).
En el 2015 el cuadro del Cantayo obtuvo nuevamente como el 2010 dos subcampeonatos, ambos campeonatos fueron arrebatados por el Juventud Santa Fé (Nasca). En la etapa provincial elimina al Juventud Guadalupe (Vista Alegre), José Olaya (Marcona), y al Santa Rosa de N.U (Vista Alegre). En la etapa departamental el cuadro Nasqueño eliminó al Villa Rica (San Andrés) y al Club Parada de los Amigos (Grocio Prado). En semifinales, fue eliminado por el Juventud Barrio Nuevo (Ocucaje) quedándose de esta manera a un paso de la etapa nacional y sintiendo nuevamente (como en el 2013), como sus sueños quedan frustrados.
Para el año 2017 el cuadro del Cantayo tuvo una gran actuación en la liga distrital de Nasca y quedó campeón. El cuadro blanquiazul logró también el título en la etapa provincial. En ella eliminó al Deportivo Sujei (El Ingenio), Defensor Chiquerillo (Changuillo) y al Defensor Mina (Marcona). En la etapa departamental perdió la llave contra Coronel Domingo Ayarza (Coracora). En esta primera fase de la etapa solo existen 6 llaves y para completar a 8 equipos clasifican los 2 mejores perdedores y el Cantayo quedó como segundo mejor perdedor, clasificando a los cuartos de final de la etapa departamental. En Cuartos de final el cuadro blanquiazul es eliminado a mano de Los Libertadores (Pisco).
En el año 2019, el cuadro Cantayino logró el título distrital. En la etapa provincial, se enfrenta al Micaela Bastidas (Vista Alegre) y elimina al Zona Libre (Marcona). Quedan eliminados en la semifinal al enfrentar al Defensor Zarumilla (Nasca).

##### Años 2020
Luego de la suspensión de la copa Perú en el año 2020 y la no participación del cuadro blanquiazul en la copa Perú especial del año 2021 a causa de la pandemia causada por el virus SARS_COV_2, en 2022, los dirigentes del cuadro blanquiazul decidieron no participar. Debido a esta decisión, descendieron a la segunda división distrital de Nasca.
En el año 2023, el cuadro blanquiazul participó en el "Grupo B" de la segunda división distrital de Nasca quedando en el segundo lugar de 6 equipos participantes donde solo el ganador del grupo B ascendía a primera división. Al año siguiente el cuadro Cantayino logró ganar el grupo B y obtuvo el retorno a la Primera distrital.
Luego de ser subcampeón provincial, llegó a la Etapa Departamental de Ica 2025 donde eliminó en primera fase a Nacional de La Joya. En la fase siguiente dejó fuera a Deportivo Puquio pero en semifinales no puedo superar a Alianza Pisco que se quedó con el cupo a la final. En la definición por el tercer cupo a la Etapa Nacional perdió 2-1 con Sport Puerto Aéreo y quedó eliminado.

## Uniforme
- Uniforme titular: Camiseta blanquiazul, short blanquiazul y medias blanquiazul.
- Uniforme alternativo: Camiseta blanca, short blanco y medias blancas.

### Indumentaria
| Periodo     | Proveedor                   |
| ----------- | --------------------------- |
| 2015 - 2019 | Real Sport - Carlitos Sport |

### Patrocinador
| Periodo     | Patrocinador                                 |
| ----------- | -------------------------------------------- |
| 2013        | Hotel nuevo Cantalloc                        |
| 2015        | Renzo estilistas salón & urban spa           |
| 2016        | Empresa María Micaela S.A - El negro criollo |
| 2017 - 2019 | El negro criollo                             |

## Hinchada y rivalidad

### Hinchada
La hinchada está integrada por gente de la hacienda Cantayo. Una barra que alienta incansablemente al rodillo blanquiazul en sus presentaciones tanto en la ciudad de Nasca como fuera de ella.

### Rivalidad
El cuadro blanquiazul tenía como rival al Jorge Chávez. Debido a que este equipo terminó desapareciendo a finales de la década de los 90 esta rivalidad desapareció. Debido a las buenas participaciones y como respuesta a un reclamo que buscaba eliminar al cuadro Cantayino de la etapa provincial en el año 2019, surgió una rivalidad con el Defensor Zarumilla .

## Estadio

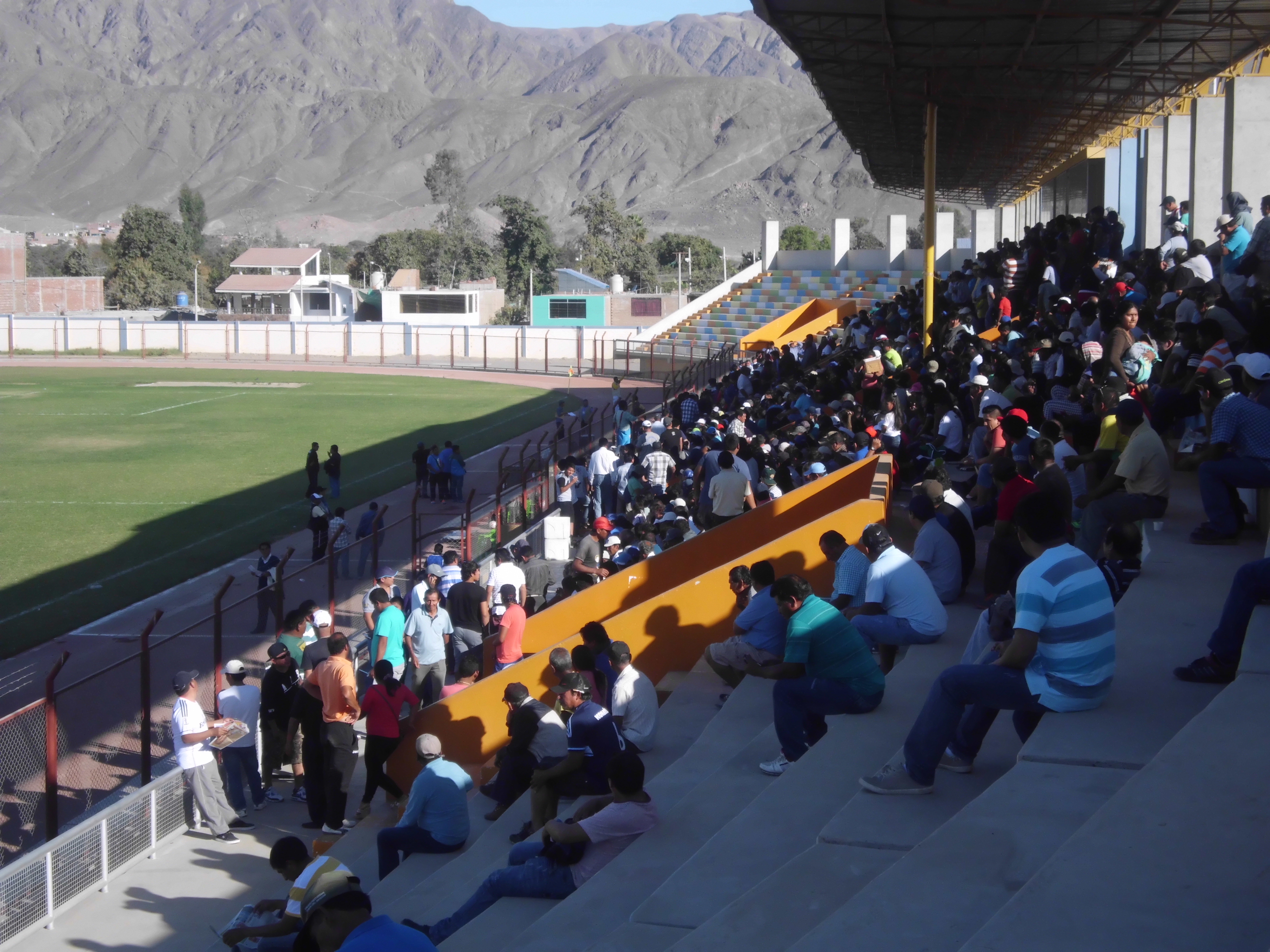
Público presente en el Estadio Municipal de Nasca.

Sus actuaciones como local lo realiza en el Estadio Municipal de Nasca (Pedro Huaman Roman), un estadio con una capacidad aproximada de 10 000 espectadores (El de mayor capacidad en el departamento de Ica) y se encuentra ubicado en el barrio de San Carlos en la ciudad de Nasca. El coloso es propiedad del municipio provincial de Nasca.

## Palmarés

### Torneos regionales
| Competición regional           | Títulos                 | Subcampeonatos          |
| ------------------------------ | ----------------------- | ----------------------- |
| Liga Provincial de Nasca (1/4) | 2017.                   | 2010, 2013, 2015, 2025. |
| Liga Distrital de Nasca (4/3)  | 1986, 2013, 2017, 2019. | 2010, 2015, 2025.       |

## Galerías de Imágenes

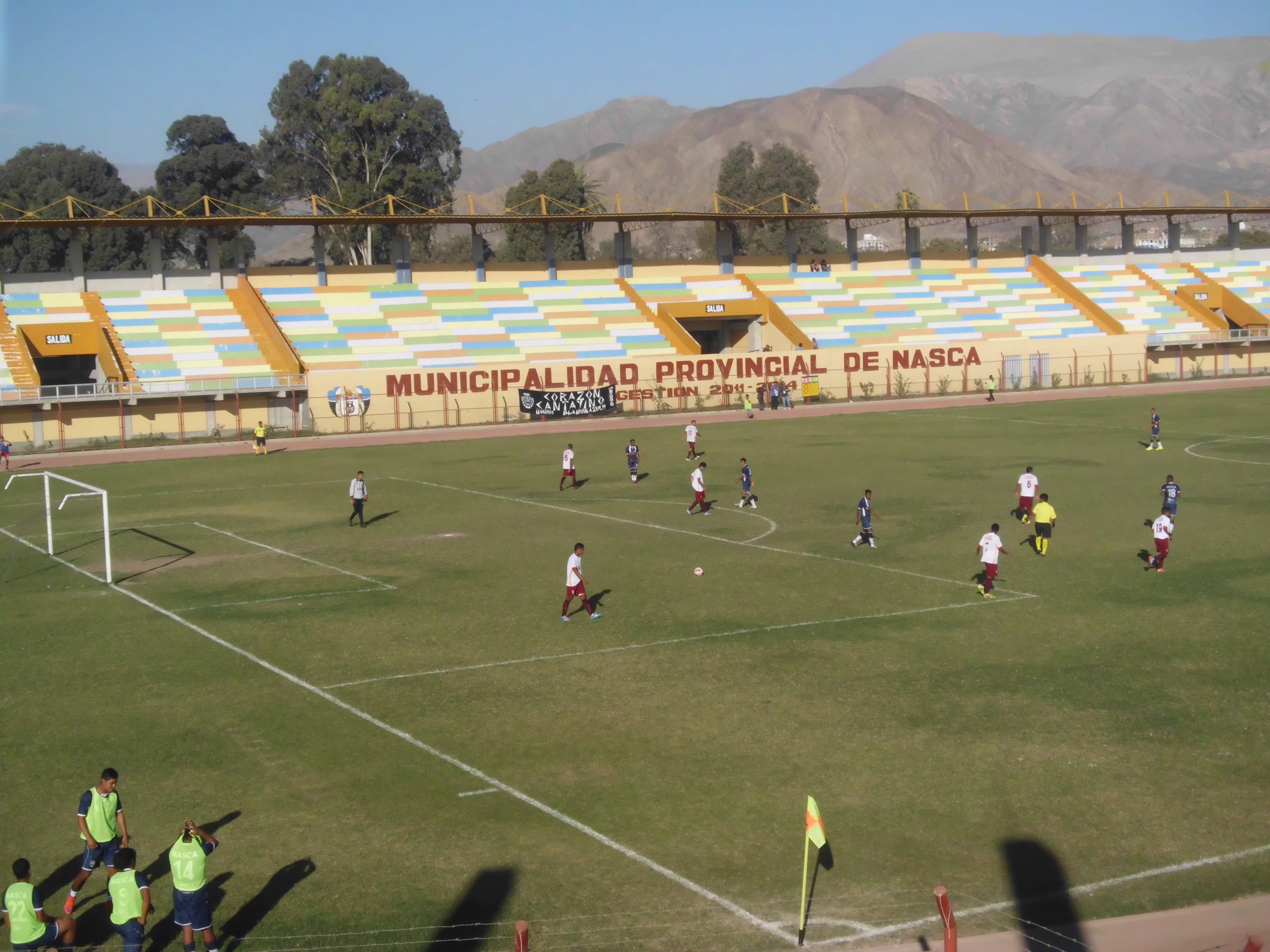
Departamental de Ica 2015: Cantayo vs Barrio Nuevo.
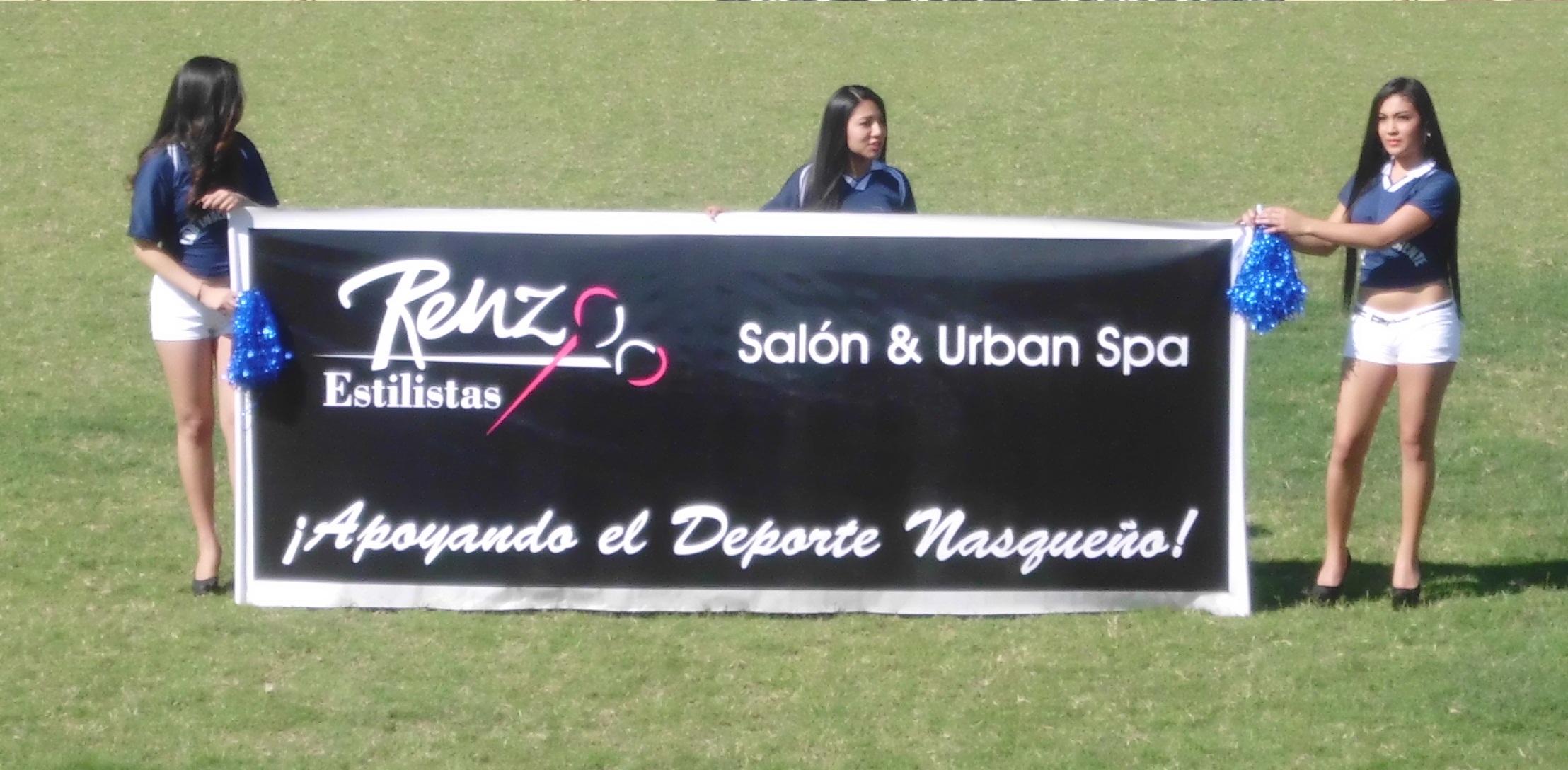
Renzo estilistas, uno de los patrocinadores del Cantayo.
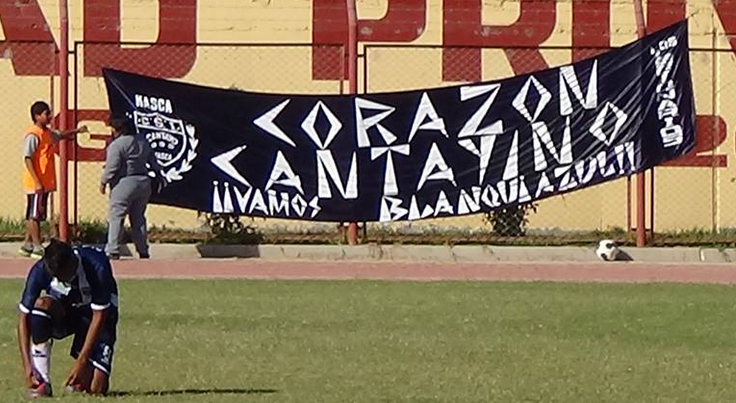
Banderola del Independiente Cantayo.